# Adri van Male
Adrianus van Male dit Adri van Male (né le 7 octobre 1910 à Philippine (Pays-Bas) et mort le 11 octobre 1990 à Rotterdam) était un footballeur néerlandais des années 1930.

## Biographie
En tant que gardien, Adri van Male fut international néerlandais à 15 reprises (1932-1940) pour aucun but inscrit. 
Il connut sa première sélection en 1932 contre la Belgique (4-1) et sa dernière sélection en 1940 contre une nouvelle fois la Belgique (4-2). 
Il fit partie des joueurs sélectionnés pour la Coupe du monde de football de 1934, mais il ne joua aucun match. Les Pays-Bas furent éliminés au premier tour.
Il participa à la Coupe du monde de football de 1938. Il fut titulaire contre la Tchécoslovaquie, mais il se prit trois buts en prolongation, qui provoquent l'élimination des Pays-Bas au premier tour comme en 1934.
Il joua toute sa carrière au Feyenoord Rotterdam dans les années 1930, remportant trois fois le championnat et une fois la coupe des Pays-Bas.

## Clubs
- 1930-1940 :  Feyenoord Rotterdam

## Palmarès
- Championnat des Pays-Bas de football
  - Champion en 1936, en 1938 et en 1940
  - Vice-champion en 1931, en 1932, en 1933 et en 1937
- Coupe des Pays-Bas de football
  - Vainqueur en 1935
  - Finaliste en 1934